# Закон о защите брака
Закон о защите брака (англ. Defense of Marriage Act, кратко DOMA, официально Public Law No. 104—199, 110 Stat. 2419) — принятый 21 сентября 1996 года федеральный закон США, который описывал брак как правовой союз между мужчиной и женщиной и провозглашал супругами лиц разного пола. Кроме того, согласно закону, ни одна административная единица не была обязана признавать союз двух людей одного пола браком и не была обязана соблюдать их брачные права, даже если их брак официально признан в другом государстве или другом штате США. Был частично отменён решением Верховного суда США. Утратил силу 13 декабря 2022 года с принятием Закона об уважении брака.

## Содержание закона
Закон вносил изменения в Кодекс Соединённых Штатов Америки, дополняя его новыми параграфами: 1 USC § 7 и 28 USC § 1738C. Основной текст закона содержал три следующих статьи:
| Статья 1. Краткое название. Этот закон может именоваться «законом о защите брака». Статья 2. Полномочия, предоставляемые штатам. Ни один штат, ни одна территория и ни одно владение Соединённых Штатов и ни одно индейское племя не обязаны признавать законы или судебные постановления других штатов, территорий, владений или племён, провозглашающие браком союз двух людей одного пола, а также предоставлять таким союзам каких-либо прав. Статья 3. Определение брака. В любом определении законодательных актов Конгресса, а также любого судебного решения или предписания административных учреждений и агентств Соединённых штатов под словом «брак» понимается исключительно правовой союз между мужчиной и женщиной в качестве мужа и жены, а слово «супруги» относится лишь к лицам разного пола, одно из которых является мужем, а другое — женой. Оригинальный текст (англ.)Section 1. Short title. This Act may be cited as the "Defense of Marriage Act". Section 2. Powers reserved to the states. No State, territory, or possession of the United States, or Indian tribe, shall be required to give effect to any public act, record, or judicial proceeding of any other State, territory, possession, or tribe respecting a relationship between persons of the same sex that is treated as a marriage under the laws of such other State, territory, possession, or tribe, or a right or claim arising from such relationship. Section 3. Definition of marriage. In determining the meaning of any Act of Congress, or of any ruling, regulation, or interpretation of the various administrative bureaus and agencies of the United States, the word 'marriage' means only a legal union between one man and one woman as husband and wife, and the word 'spouse' refers only to a person of the opposite sex who is a husband or a wife. — An Act to define and protect the institution of marriage (англ.) |

## Принятие закона
Согласно десятой поправке и 8-му абзацу 1-й статьи Конституция США, в компетенцию Федерации не входит правотворчество в области семейного права (например, определение брака); этим должны заниматься штаты непосредственно. В 1993 году Высший суд штата Гавайи (дело Baehr v. Lewin) постановил, что штат не может без веских причин запрещать однополые браки. В 1996 году суд первой инстанции постановил, что предложенные штатом Гавайи основания не оправдывают запрет на однополый брак. И хотя это решение ещё не вступило в законную силу, сторонники исключительного права на брак для гетеросексуалов встревожились, так как 1-й абзац 4-й статьи Конституции США предписывает штатам признавать законы других штатов и государств. Таким образом Закон о защите брака был предложен к рассмотрению в Конгресс США.
В голосовании 10 сентября 1996 года за законопроект высказались 85 сенаторов, против — 14, воздержался от голосования 1 человек. В Палате представителей Конгресса США за закон также проголосовало большинство (342 против 67).
21 сентября 1996 года закон был подписан президентом США Биллом Клинтоном. В официальном заявлении главы Белого дома говорилось: «На протяжении всей моей жизни я боролся с дискриминацией любого рода, включая дискриминацию против геев и лесбиянок… Сегодня я подписываю закон о запрете однополых браков… Уже долгое время я противлюсь однополым бракам и данный закон последователен с моей позицией».
Таким образом, Закон о защите брака вступил в силу за 8 лет до того, как в штате Массачусетс в 2004 году были впервые в истории США легализованы однополые браки.

## Последствия действия закона для однополых пар

### Заключение однополых браков в вооружённых силах
После отмены армейской доктрины «Не спрашивай, не говори» военное ведомство США позволило военным капелланам заключать однополые браки на военных базах или вне военных баз в тех штатах, где они легализованы. Согласно циркуляру Пентагона, капелланы могут отказаться от проведения церемонии в случае, если это противоречит их убеждениям. Однако заключённый брак не будет признаваться министерством обороны, сказано в заявлении Пентагона, поскольку Федеральное правительство США не признает однополые браки, что, кроме всего, не позволяет гомосексуальным военнослужащим получить такие права и льготы как, например, совместное проживание на военной базе или медицинские льготы для семей военнослужащих, ни какие-либо другие льготы, связанные с вступлением в брак.

### Иммиграционные права
С правом на регистрацию брака или союза также было тесно связано право на иммиграцию. Так, только в США около 36 000 пар разделены были территориально, поскольку федеральное иммиграционное законодательство, следуя букве Закона о защите брака, не признавало однополые браки или союзы. До решения Верховного суда США о признании третьей части Закона неконституционной даже в штатах, легализовавших однополые браки, пары жили в опасении депортации партнёра.

### Проблема развода однополых пар
Одной из проблем, связанных с однополыми браками, являлось получение развода в тех штатах, где однополые браки не признавались. Согласно законодательству, развод можно было оформить только по месту жительства, в связи с чем однополые пары, которые заключили брак в штатах, позволяющих это сделать, сталкивались с проблемой оформления разрыва отношений, если постоянно проживали в штатах, не легализовавших однополые браки. Так, например, судьи штатов Техас, Оклахома и Род-Айленд отказали в бракоразводном иске однополым парам, ссылаясь на конституционное определение брака в соответствующих штатах и мотивируя свой отказ также тем, что развод — своего рода признание однополого брака. Гетеросексуальные пары не сталкивались с подобными ограничениями в аналогичных обстоятельствах.

### Дети в однополых парах
В США около 2 млн детей воспитываются в однополых парах. Согласно докладу «Вопрос о детях: Как юридическое и социальное неравенство наносит вред семьям ЛГБТ», в связи с тем, что однополые браки не были признаны на федеральном уровне, однополые семьи платили больше налогов и не имели равного доступа к страхованию здоровья и правительственным программам, направленным на семьи. В тридцати одном штате было трудно отстоять факт отцовства однополого партнёра в случае смерти одного из супругов или развода, в результате чего ребёнок оказывался в уязвимом положении.

## Решения Верховного суда
В отношении этого закона было подано несколько исков о его дискриминационном характере. 27 марта 2013 года Верховный суд США заслушал дело Соединённые Штаты против Виндзор, в котором оспаривалась конституционность «Закона о защите брака». Президент Барак Обама в 2011 году принял решение не защищать этот закон в суде; его конституционность, однако, стала отстаивать Палата представителей, контролируемая консервативной Республиканской партией. С призывом отменить закон выступил и экс-президент Билл Клинтон.
26 июня 2013 года Верховный суд США принял решение по делу «Винздор против США», постановив, что однополые супруги имеют те же права по федеральному законодательству, что и разнополые. Пятеро из девяти судей Верховного суда высказались за неконституционность статьи 3 Закона о защите брака, утверждающего брак как исключительно союз мужчины и женщины. За отмену закона проголосовали судьи Энтони Кеннеди, Рут Бейдер Гинзбург, Стивен Г. Брайер, Соня Сотомайор и Елена Каган.
Данное решение Верховного суда признаёт неконституционность дискриминации однополых супругов по сравнению с разнополыми в вопросах льгот, пособий и налогообложения. Однако на следующие два года это решение оставило ряд вопросов, в том числе должны ли федеральные власти признавать однополые браки в тех штатах, в которых они не регистрируются. Статья 2 закона, дающая право штатам не признавать однополые браки из других штатов, не была отменена и формально действовало до отмены закона, но после решения Верховного суда 26 июня 2015 года по делу «Обергефелл против Ходжеса», которое обязало власти всех штатов заключать и признавать однополые браки, это положение де-факто не действовало.

## Отмена закона
Совпадающее мнение судьи Кларенса Томаса в деле Доббс против Организации женского здоровья Джексона утверждало, что Верховный суд должен пересмотреть решение по делу Обергефелл против Ходжеса. С целью не допустить такой пересмотр, был принят Закон об уважении брака, законодательно предусматривающий признание однополых и межрасовых браков. Таким образом, Закон о защите брака утратил силу.

## Иски о признании положений закона антиконституционными
- en:Gill v. Office of Personnel Management
- en:Massachusetts v. United States Department of Health and Human Services
- en:Pedersen v. Office of Personnel Management
- Виндзор против Соединённых Штатов